# راجر اشلیمن
راجر اشلیمن (انگلیسی: Roger Aeschlimann; ۲۴ سپتامبر ۱۹۲۳ – ۴ مهٔ ۲۰۰۸) دوچرخه‌سوار اهل سوئیس بود.